# Canton de Neufchâtel-sur-Aisne
Le canton de Neufchâtel-sur-Aisne est une ancienne division administrative française située dans le département de l'Aisne et la région Picardie.

## Géographie
Ce canton est organisé autour de Neufchâtel-sur-Aisne dans l'arrondissement de Laon. Son altitude varie de 45 m (Concevreux) à 206 m (Concevreux) pour une altitude moyenne de 79 m.

## Histoire

### Révolution française

Carte du canton de Neufchâtel-sur-Aisne en 1790.

Le canton de Neufchâtel est créé le 18 février 1790 sous la Révolution française. 
Le canton comprend 18 communes avec Neufchâtel pour chef-lieu: Aguilcourt, Amifontaine, Bertricourt, Condé-sur-Suippe, Damary, Évergnicourt, Guignicourt, Juvincourt, Lor, La Malmaison, Menneville, Neufchâtel, Orainville, Pignicourt, Plesnoy, Prouvais, Proviseux et Variscourt. Il est une subdivision du district de Laon qui disparait le 5 Fructidor An III (22 août 1795)
Entre 1791 et 1794, les communes de Proviseux et Plesnoy se regroupent et forment la commune de Proviseux-et-Plesnoy. Par arrêté du directoire du département du 21 octobre 1791, Juvincourt et Damary fusionnent pour créer la commune de Juvincourt-et-Damary. Le nombre de communes passe de 18 à 16. 
Lors de la création des arrondissements par la loi du 28 pluviôse an VIII (17 février 1800), le canton de Neufchâtel est rattaché à l'arrondissement de Laon. 

### 1801-2015
L'arrêté du 3 vendémiaire an X (25 septembre 1801) entraine un redécoupage du canton de Marle qui est conservé. L'ensemble des communes du canton de Roucy (Berry-au-Bac, Bouffignereux, Chaudardes, Concevreux, Gernicourt, Guyencourt, Maizy, Meurival, Muscourt, Pontavert, Roucy, et La Ville-aux-Bois-lès-Pontavert), soit 12 communes, intègrent le canton. Il comprend alors 28 communes et la composition communale du canton n'évolue pas jusqu'en mars 2015.
En 1894, la commune de Neufchâtel prend le nom de Neufchâtel-sur-Aisne. Le canton est également renommé en canton de Neufchâtel-sur-Aisne, à la suite du renommage du chef-lieu.

### Redécoupage de 2015
Un nouveau découpage territorial de l'Aisne entre en vigueur en mars 2015, défini par le décret du 21 février 2014 , en application des lois du 17 mai 2013 (loi organique 2013-402 et loi 2013-403). Les conseillers départementaux sont, à compter de ces élections, élus au scrutin majoritaire binominal mixte. Les électeurs de chaque canton élisent au Conseil départemental, nouvelle appellation du Conseil général, deux membres de sexe différent, qui se présentent en binôme de candidats. Les conseillers départementaux sont élus pour 6 ans au scrutin binominal majoritaire à deux tours, l'accès au second tour nécessitant 10 % des inscrits au 1er tour. En outre la totalité des conseillers départementaux est renouvelée. Ce nouveau mode de scrutin nécessite un redécoupage des cantons dont le nombre est divisé par deux avec arrondi à l'unité impaire supérieure. Dans l'Aisne, le nombre de cantons passe ainsi de 42 à 21. Le canton de Neufchâtel-sur-Aisne ne fait pas partie des cantons conservés du département. 
Le canton disparait lors des élections départementales de mars 2015. L'ensemble des communes est regroupé au nouveau canton de Guignicourt.

## Représentation

### Conseillers généraux de 1833 à 2015
| Période | Période                   | Identité                                              | Étiquette    | Qualité |
| ------- | ------------------------- | ----------------------------------------------------- | ------------ | --- |
| 1833    | 1842                      | Jean-Gilbert Ymbert                                   |              | Maître des requêtes au Conseil d'État Chef de division au Ministère de l'Intérieur Maire de Maizy-le-Grand              |
| 1842    | 1848                      | François Michel (de) Vuillefroy (1787-1869)           |              | Maître des requêtes au Conseil d'État, Paris Propriétaire à Soissons                                                    |
| 1848    | 1856                      | Jean-Louis Graux                                      |              | Agriculteur à Mauchamp, notaire royal maire de Juvincourt (1852-1860)                                                   |
| 1856    | 1871                      | Charles Gédéon Théodore de Vassinhac Comte d'Imécourt |              | Propriétaire du château de Roucy                                                                                        |
| 1871    | 1884 (démission)          | Louis Graux (fils de J.L. Graux)                      |              | Cultivateur à Mauchamp, maire de Juvincourt                                                                             |
| 1884    | 1891 (décès)              | Charles Heyring                                       |              | Fabricant de sucre à Berry-au-Bac                                                                                       |
| 1891    | 1923 (décès)              | Baron Jean Léon Michel de Trétaigne                   | Conservateur | Avocat Maire de Festieux                                                                                                |
| 1923    | 1935 (décès)              | Alfred Barbarre                                       | RG           | Directeur de la sucrerie de Guignicourt Adjoint au Maire de Condé-sur-Suippe                                            |
| 1936    | 1941 (démission d'office) | Clovis Léon Grandvalet (1878-1955)                    | SFIO         | Instituteur puis directeur d'école honoraire Conseiller municipal de Concevreux Révoqué par le Gouvernement de Vichy    |
|         |                           |                                                       |              | |
| 1945    | 1949                      | Clovis Léon Grandvalet                                | SFIO         | Instituteur honoraire Conseiller municipal de Concevreux puis Maire de Charmes Président du Conseil Général (1945-1949) |
| 1949    | 1955                      | Pierre Loilier (1891-1978)                            | DVD          | Représentant, maire de Menneville                                                                                       |
| 1955    | 1961                      | Henri Bouzy                                           | SFIO         | Retraité Maire de La Malmaison                                                                                          |
| 1961    | 1973                      | Louis Calais                                          | DVD puis CD  | Agriculteur Maire de Roucy                                                                                              |
| 1973    | 1985                      | Guy Macadré                                           | PS           | Professeur, Guignicourt                                                                                                 |
| 1985    | 2001 (démission)          | Jean Thouraud                                         | DVD          | Chef d'entreprise Maire de Guignicourt                                                                                  |
| 2001    | 2015                      | Philippe Timmerman                                    | DVD          | Contrôleur financier Maire de Guignicourt                                                                               |

### Conseillers d'arrondissement (de 1833 à 1940)
| Période                                  | Période          | Identité                                        | Étiquette | Qualité |
| ---------------------------------------- | ---------------- | ----------------------------------------------- | --------- | --- |
| 1833                                     | 1848             | Jean Nicolas Mennesson (1782-1855)              |           | Notaire à Neufchâtel                                                                                        |
|                                          |                  |                                                 |           | |
|                                          | 1887 (démission) | Henri Durieux                                   |           | |
|                                          |                  |                                                 |           | |
| 1901                                     | 1919             | Edmond-Désiré Cagniart                          | Libéral   | Agriculteur à Aguilcourt                                                                                    |
| 1919                                     | 1925             | Marquis Alfred du Cauzé de Nazelles (1891-1936) |           | Maire de Guignicourt                                                                                        |
| 1925                                     | 1940             | M. Boileau                                      | Radical   | |
| 1940                                     |                  |                                                 |           | Les conseils d'arrondissement ont été suspendus par la loi du 12 octobre 1940 et n'ont jamais été réactivés |
| Les données manquantes sont à compléter. |                  |                                                 |           | |

## Composition
Le canton de Neufchâtel-sur-Aisne a groupé 28 communes et a compté 10 209 habitants en 2012.
| Code Insee | Nom                              | Superficie (km2) | Population (hab.) | Densité (hab./km2) |
| ---------- | -------------------------------- | ---------------- | ----------------- | ------------------ |
| 02541      | Neufchâtel-sur-Aisne (Chef-lieu) | 2,86             | 402               | 140,56             |
| 02005      | Aguilcourt                       | 10,57            | 393               | 37,18              |
| 02013      | Amifontaine                      | 27,90            | 415               | 14,87              |
| 02073      | Berry-au-Bac                     | 8,10             | 591               | 72,96              |
| 02076      | Bertricourt                      | 4,48             | 169               | 37,72              |
| 02104      | Bouffignereux                    | 4,36             | 103               | 23,62              |
| 02171      | Chaudardes                       | 4,70             | 88                | 18,72              |
| 02208      | Concevreux                       | 12,51            | 268               | 21,42              |
| 02211      | Condé-sur-Suippe                 | 5,83             | 222               | 38,08              |
| 02299      | Évergnicourt                     | 9,15             | 581               | 63,5               |
| 02344      | Gernicourt                       | 7,47             | 45                | 6,02               |
| 02360      | Guignicourt                      | 17,74            | 2 169             | 122,27             |
| 02364      | Guyencourt                       | 4,20             | 217               | 51,67              |
| 02399      | Juvincourt-et-Damary             | 29,82            | 544               | 18,24              |
| 02440      | Lor                              | 8,87             | 147               | 16,57              |
| 02453      | Maizy                            | 7,09             | 435               | 61,35              |
| 02454      | La Malmaison                     | 25,61            | 415               | 16,2               |
| 02475      | Menneville                       | 7,29             | 410               | 56,24              |
| 02482      | Meurival                         | 2,89             | 52                | 17,99              |
| 02534      | Muscourt                         | 2,18             | 52                | 23,85              |
| 02572      | Orainville                       | 8,69             | 508               | 58,46              |
| 02601      | Pignicourt                       | 7,01             | 182               | 25,96              |
| 02613      | Pontavert                        | 13,37            | 590               | 44,13              |
| 02626      | Prouvais                         | 18,22            | 364               | 19,98              |
| 02627      | Proviseux-et-Plesnoy             | 11,21            | 116               | 10,35              |
| 02656      | Roucy                            | 6,96             | 390               | 56,03              |
| 02761      | Variscourt                       | 5,56             | 210               | 37,77              |
| 02803      | La Ville-aux-Bois-lès-Pontavert  | 8,32             | 135               | 16,23              |

## Démographie
| 1962  | 1968  | 1975  | 1982  | 1990  | 1999  | 2006  | 2007  | 2008  |
| ----- | ----- | ----- | ----- | ----- | ----- | ----- | ----- | ----- |
| 7 778 | 7 482 | 7 673 | 7 853 | 8 574 | 9 085 | 9 719 | 9 856 | 9 911 |

| 2009  | 2010  | 2011   | 2012   | - | - | - | - | - |
| ----- | ----- | ------ | ------ | - | - | - | - | - |
| 9 969 | 9 999 | 10 124 | 10 209 | - | - | - | - | - |